# Obermosel

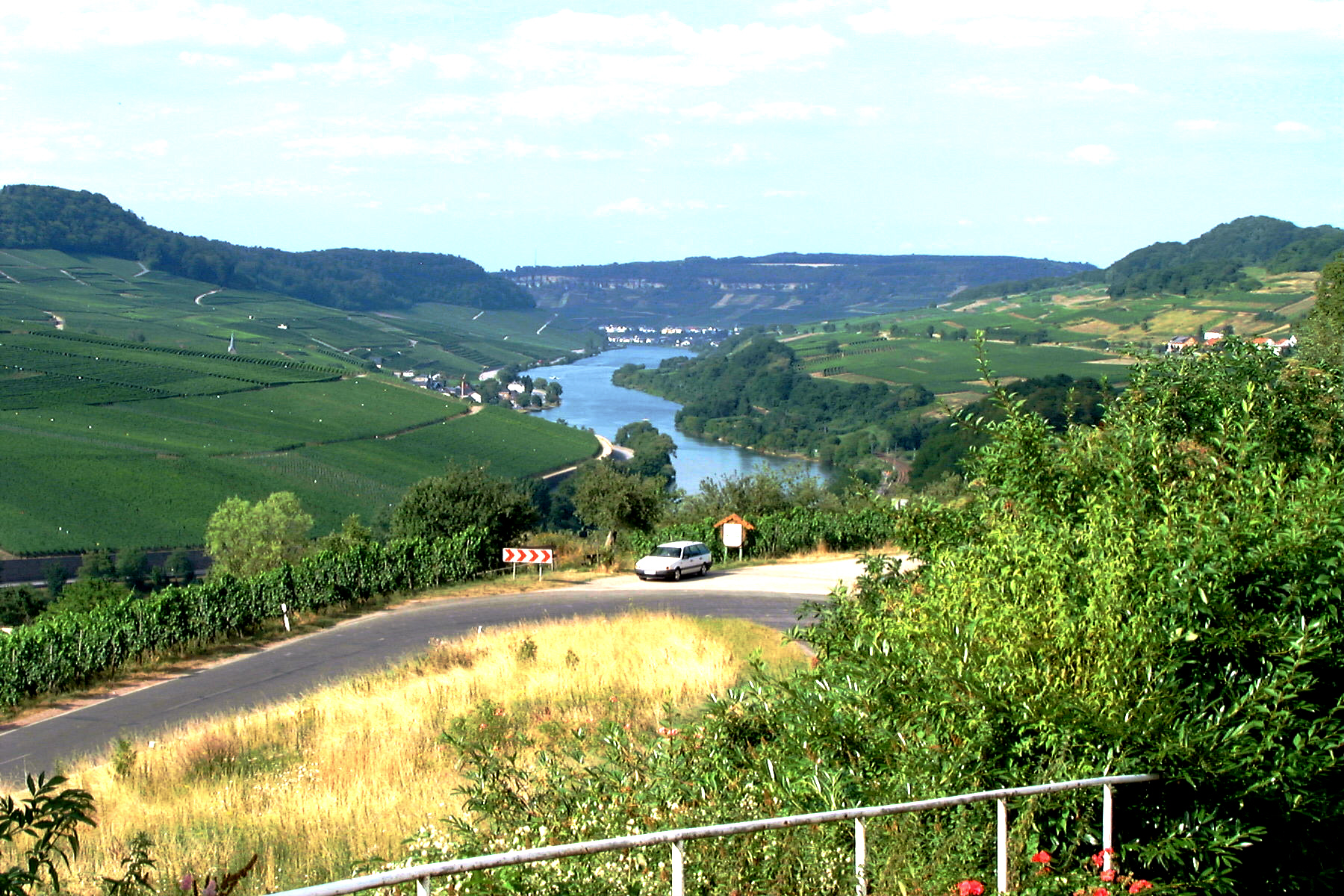
An der Obermosel zwischen Wincheringen und Nittel

Als Obermosel bezeichnet man in Deutschland den ca. 45 km langen Flussabschnitt der Mosel vom deutsch-französisch-luxemburgischen Dreiländereck bei Perl bis zur Einmündung der Saar bei Konz kurz vor Trier. Die Obermosel bildet vom Dreiländereck bis zur Einmündung der Sauer die Grenze zwischen dem Saarland und Rheinland-Pfalz einerseits und Luxemburg andererseits. Dieser hier als Obermosel bezeichnete Flussabschnitt ist jedoch nicht identisch mit dem geographischen Oberlauf der Mosel, der sich in Lothringen von der Quelle der Mosel bei Bussang in den Vogesen über Épinal und Nancy bis etwa nach Metz erstreckt.
An den Hängen der Obermosel wird seit der Römerzeit Wein angebaut. Das Weinanbaugebiet gehört zur deutschen Weinbauregion "Mosel" (bis 2007 hieß dieses Weinanbaugebiet "Mosel-Saar-Ruwer") und trägt zur weiteren Abgrenzung auch die Bezeichnung "Südliche Weinmosel". Die Luxemburger nennen die am luxemburgischen Ufer verlaufende Straße entlang der Obermosel "Luxemburgische Weinstraße".
Die beiden Großlagen im Weinbaubereich Obermosel heißen Gipfel und Königsberg.
Es gilt als Kuriosität, dass das einzige Weinanbaugebiet des Saarlandes nicht an der Saar, sondern an der Obermosel in der Großgemeinde Perl liegt. Hier wächst aber nicht der ebenfalls zum Weinanbaugebiet Mosel gehörende Saarwein; vielmehr wird dieser am Unterlauf der Saar in Rheinland-Pfalz erzeugt. Der im Saarland im Bereich Moseltor hergestellte Wein ist demnach ein Moselwein.
Die bestockte Rebfläche betrug 2021 im Anbaugebiet Obermosel 749 Hektar.
Es werden unter anderen die Rebsorten Rivaner/Müller-Thurgau, Kerner, Weißer und Blauer Spätburgunder und nicht zuletzt der für die Obermosel typische Elbling angebaut, den die Römer mitgebracht haben sollen. Außerdem bieten die Winzerbetriebe an der Obermosel Winzersekt, Wein- und Obstbrände und Liköre an. Sie vermarkten ihre Produkte weitgehend selbst und präsentieren sie auch in Wein- oder Probierstuben, Straußwirtschaften und während der warmen Jahreszeit auf Hoffesten.
Die weiteren Moselabschnitte werden als Mittelmosel (Trier bis Reil) und Untermosel (Pünderich bis Koblenz) bezeichnet.